# Deadline: squadra anticrimine
Deadline: squadra anticrimine (Deadline – Jede Sekunde zählt) è una serie televisiva tedesca prodotta da Studio Hamburg Filmproduktion e trasmessa da Sat.1 dal 2007 al 2008.
In Italia va in onda dal 28 novembre 2014 sul canale Giallo.

## Trama
Presso il dipartimento prevenzione Crimini della polizia della città di Berlino lavora un'unità speciale di quattro investigatori che, con le ultime tecnologie e una serie di strategie psicologiche, lavorano contro il tempo nell'affrontare situazioni di crisi per prevenire orribili crimini.

## Personaggi e interpreti
- Matthias Berg, interpretato da Heio Von Stetten, doppiato da Davide Marzi.
- Franziska Friedmann, interpretata da Katharina Thalbach, doppiata da Laura Boccanera.
- Birger Neuhaus, interpretato da Oliver Boysen, doppiato da Gianfranco Miranda.
- Nina Ritter, interpretata da Sonsee Neu, doppiata da Irene Di Valmo.
- Schmidt, interpretato da Daniel Zillmann, doppiato da Luigi Ferraro.

## Episodi
| Stagione       | Episodi | Prima TV Germania | Prima TV Italia |
| -------------- | ------- | ----------------- | --------------- |
| Prima stagione | 13      | 2007-2008         | 2014-2015       |